# Missing
Missing este o piesă a formației de rock alternativ Evanescence de pe albumul live Anywhere But Home. Piesa este un single în Argentina, Brazilia, Chile și Taiwan.